# As Promessas do Rabicó
As Promessas de Rabicó, é o terceiro episódio da série de animação Sítio do Picapau Amarelo, exibido originalmente em 20 de janeiro de 2012 pela Rede Globo. O episódio foi baseado no livro Reinações de Narizinho.

## Enredo
Neste episódio, o personagem principal é Rabicó, um porco comiloso que fica ansioso para comer o almoço preparado pela Tia Nastácia, mas Narizinho não permite que ele coma já que ele não cumpriu a promessa de lhe conseguir uma pedra rosa. Então, ele pedirá que Visconde a convença, porém ele também lhe prometeu conseguir minhocas gigantes para pesquisas, logo, ele recorre ao Pedrinho, mas ele tambem havia lhe prometido que resgataria a sua pipa. Ele terá que cumprir todas as suas promessas para poder comer o seu almoço.